# Bratz: Le star della moda
Bratz: Le star della moda è un film d'animazione del 2004, basato sulle protagoniste della linea di bambole Bratz.

## Trama
Manca una settimana al ballo di fine anno della scuola quando a Yasmin, Cloe, Jade e Sasha, ovvero le Bratz, viene assegnato un compito: presentare un progetto sull'espressione di sé. Devono prepararsi al "funky formal" e, al tempo stesso, consegnare un progetto ganzo. Fortunatamente trovano subito un metodo per realizzarlo grazie ad un home video sulla loro moda superstilizzata... anche quando un editorialista pettegolo comincia ad attaccare la banda delle teenager sul giornalino della scuola!
Dopo alcuni giorni Yasmin rivela alle sue amiche che è lei la scrittrice della rivista scolastica e ammette di aver sparlato delle sue amiche per essere considerata meno timida e più famosa.
Così Cloe, Jade e Sasha all'inizio si separano da lei, ma infine la perdonano.
Finalmente arriva il giorno del ballo e appena le ragazze mettono piede nel salone della festa...non trovano niente!
Saranno loro a prendere in mano la situazione e, con l'aiuto di alcuni altri studenti della scuola, organizzeranno l'evento, prepareranno il guacamole e creeranno un'atmosfera che renderà il ballo indimenticabile e pieno di emozioni.
Il film si conclude nella classe delle liceali, dove il professore dà una A+ al loro progetto.